# مدرسة إيما ويلارد
مدرسة إيما ويلارد (بالإنجليزية: Emma Willard School)‏، التي كانت تسمى في الأصل مدرسة تروي الأنثوية  وغالبًا ما يشار إليها ببساطة باسم إيما، هي جامعة تحضيرية مستقلة ومدرسة داخلية للبنات، تقع في تروي، نيويورك، في جبل إيدا، وتقدم الصفوف 9– 12 والدورات الدراسية للدراسات العليا. 
أول مؤسسة للتعليم العالي للمرأة في الولايات المتحدة، تأسست من قبل المدافعة عن حقوق المرأة إيما ويلارد في عام 1814 (باسم المدرسة تروي الإناث). اعتبارًا من عام 2015، بلغت قيمة الهبات 93 مليون دولار.  في عام 2018، تم تصنيف المدرسة من قبل صحيفة ما بعد القياسية باعتبارها أول مدرسة خاصة في شمال نيويورك. 